# Hartmut Nordsieck
 (août 2024).
Si vous disposez d'ouvrages ou d'articles de référence ou si vous connaissez des sites web de qualité traitant du thème abordé ici, merci de compléter l'article en donnant les références utiles à sa vérifiabilité et en les liant à la section « Notes et références ».
Hartmut Nordsieck, né le 4 janvier 1940 à Berlin-Hermsdorf et mort le 24 octobre 2022 à Francfort-sur-le-Main, est un malacologiste allemand.

## Publications
- (de) Hartmut Nordsieck, « Zur Anatomie und Systematik der Clausilien, IV. Cochlodina dubiosa und ihre Stellung im Genus Cochlodina », Archiv fur Molluskenkunde,‎ 1969
- (de) Hartmut Nordsieck, « Zur Anatomie und Systematik der Clausilien, V. Genitalsystem und Systematik des Genus Cochlodina », Archiv fur Molluskenkunde,‎ 1969
- (de) Hartmut Nordsieck, « Zur Anatomie und Systematik der Clausilien, VI. Genitalsystem und Systematik der Clausiliidae, besonders der Unterfamilie Alopiinae », Archiv fur Molluskenkunde,‎ 1969
- (de) Hartmut Nordsieck, « Die Cochlodina-Arten des westlichen Mittelmeerraumes », Archiv fur Molluskenkunde,‎ 1969
- (de) Hartmut Nordsieck, « Zur Anatomie und Systematik der Clausilien, XVIII. Neue Taxa rezenter Clausilien », Archiv für Molluskenkunde, Francfort-sur-le-Main, vol. 108, nos 1/3,‎ 17 octobre 1977, p. 73‑107